# Hermann Graedener
Hermann Graedener est un compositeur, pédagogue et chef d’orchestre germano-autrichien, né à Kiel le 8 mai 1844 et mort à Vienne, le 15 septembre 1929.

## Biographie
Il est né à Kiel, duché de Holstein. Il a reçu son éducation de son père, le compositeur Karl Graedener. Puis il est allé étudier au Conservatoire de Vienne. En 1862 il est  devenu organiste à l'Église luthérienne à Vienne, et en 1864 violoniste dans l'orchestre de la cour. Il a enseigné au Conservatoire de Vienne de 1877 à 1913, où il a été nommé professeur en 1882. De 1892 à 1896, il a été directeur de l'Académie de chant de Vienne (de). Il est décédé à Vienne. 
Ses compositions, influencées par Johannes Brahms, comprennent deux symphonies, deux concertos pour violon et deux  concertos pour piano.
Il est le père de l'écrivain Hermann Graedener (de).